# Mounes-Prohencoux
 Mounes-Prohencoux  es una población y comuna francesa, situada en la región de Mediodía-Pirineos, departamento de Aveyron, en el distrito de Millau y cantón de Belmont-sur-Rance.

## Demografía
| 420 | 344 | 266 | 243 | 233 | 190 |
| Para los censos de 1962 a 1999 la población legal corresponde a la población sin duplicidades (Fuente: INSEE [Consultar]) |     |     |     |     |     |